# ОШ „Павле Илић Вељко” Прахово
ОШ „Павле Илић Вељко” у Прахову државна је установа основног образовања која је почела са радом 1878. године. Школа је матична и образује ученике из два суседна места у Прахово и издвојеном одељењу у Радујевцу.